# Cornufer parilis
Espèce
Synonymes
- Platymantis parilis Brown & Richards, 2008

Cornufer parilis est une espèce d'amphibiens de la famille des Ceratobatrachidae.

## Répartition
Cette espèce est endémique de Santa Isabel aux Salomon.

## Description
Les mâles mesurent de 39,5 à 41,5 mm.

## Publication originale
- Brown & Richards, 2008 : Two new frogs of the genus Platymantis (Anura: Ceratobatrachidae) from the Isabel Island group, Solomon Islands. Zootaxa, no 1888, p. 47-68.